# Abbaye Santo Stefano del Bosco
L'abbaye Santo Stefano del Bosco est une abbaye en activité, située dans la commune de Serra San Bruno, en Calabre. Elle a d'abord été une chartreuse, particulièrement connue pour être le lieu où est mort saint Bruno, le fondateur de l'ordre, puis une abbaye cistercienne, avant de revenir dans l'ordre des Chartreux. Elle est toujours active aujourd'hui, malgré une histoire mouvementée, marquée en particulier par le grand séisme de 1783, qui fit des ravages en Calabre et détruisit en grande partie l'édifice.

## Histoire

### Une première chartreuse au Moyen Âge
En 1091, alors que l'ordre des Chartreux vient d'être créé par saint Bruno et après la fondation de la Grande Chartreuse en Dauphiné, il essaime à travers l'Europe. Urbain II vient alors de recevoir une terre nommée « La Torre » de la part de Roger Ier (certaines sources parlent de son fils Roger II mais ce dernier est né quatre années après le don en question). Le pape demande à l'ermite de construire une chartreuse sur cette terre. Bruno, ayant visité la région, la trouve particulièrement adapté à une vie monastique, aussi bien en ce qui concerne le climat que la riche tradition d'érémitisme. Le site de La Torre, alimenté en eau par une source (depuis devenue la « fontaine Saint Bruno »), et comptant des grottes (qui servent de cellules), lui convient spécialement. La chartreuse s'édifie donc à partir de 1091 ; elle est à l'origine très sommaire, ne comprenant qu'une chapelle et les cellules des moines. À sa mort le 6 octobre 1101, Bruno est enterré dans sa cellule troglodyte.

### Reprise cistercienne
À la fin du XIIe siècle, en pleine expansion de l'ordre cistercien, beaucoup d'abbayes s'affilient à ce nouvel ordre. Ce sont surtout des abbayes bénédictines, comme Fossanova. Celle-ci devient cistercienne en 1135. Rapidement, elle fonde d'autres abbayes ou s'affilie des monastères existants. C'est le cas de la chartreuse, dont l'abbé Guillaume estime qu'elle vit un relâchement de la règle. Un siècle après sa création, est ainsi rattachée à la lignée de Clairvaux, et se place sous le patronage de saint Stéphane. Ce changement de règle est approuvé par Célestin III en 1192.
En tant qu'abbaye cistercienne, la nouvelle fondation est dynamique, et fonde à son tour une abbaye-fille en 1185, l'abbaye de Legno. Toutefois, à la fin du Moyen Âge, l'abbaye tombe en commende et perd rapidement de sa piété.

### Le retour des chartreux

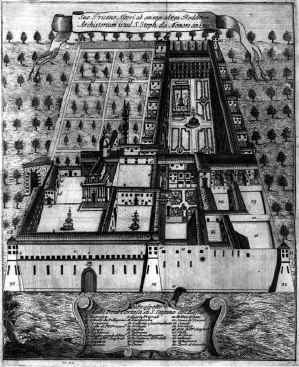
La chartreuse au XVIIe siècle.

Les cisterciens ayant perdu beaucoup de leur crédit à la Renaissance, Léon X demande aux Chartreux de revenir au monastère ; la même année, il autorise la vénération de saint Bruno.
En 1783, un très violent séisme ravage la Calabre et fait environ 50 000 victimes. La chartreuse n'est pas épargnée et les moines doivent la quitter. En 1808, Joseph Bonaparte la fait fermer.
À la demande de la population locale, les moines reviennent au milieu du XIXe siècle, et commencent la reconstruction de la chartreuse, officiellement de 1856 à 1889.
L'église S. Maria dell'Eremo est restaurée entre 1903 et 1913 ; des travaux d'excavation et de réfection du pavement ont mis au jour entre 1976 et 1979 les restes de l'ancienne construction normande et un ossuaire du premier siècle de la vie chartreuse. Alcide de Gasperi a rendu visite aux chartreux en octobre 1951. Le pape Jean-Paul II y est venu le 5 octobre 1984, de même que le pape Benoît XVI le 9 octobre 2011.
Son prieur est actuellement le R.P. Dom Ignazio Iannizzotto, qui a succédé à Dom Basilio Trivellato en 2019.